# 阜阳师范大学
阜阳师范大学是一所位于中國安徽省阜阳市的一所公办普通本科院校。学校前身为1956年成立的阜阳高师速成班，历经阜阳中学教师进修学校、阜阳专区师范专科学校、安徽师范大学阜阳分校等发展阶段，1978年更名为阜阳师范学院，2013年获批成为硕士学位授权单位。2019年，升格为阜阳师范大学。

## 历史沿革
1956年，阜阳高师速成班建立，学制一年。 
1957年，更名为阜阳中学教师进修学校，中文科、数学科并入合肥师范专科学校。
1958年，阜阳中学教师进修学校改建为安徽省阜阳专区师范专科学校。
1960年，增办政治速成班，从初中毕业生中招收两个预科班，
1962年，全部转入阜阳师范学校学习。
1962年，阜阳专区师范专科学校改名为阜阳中学教师进修学校。
1963年，进修生提前毕业，大部分学员分配到小学任教，小部分并入六安中学教师进修学校和省教育学院学习。
1964年，停招进修生，改办中学行政干部和骨干教师轮训班，每期两个月；农中教师轮训班，每期三个月。
1974年，在阜阳中学教师进修学校的旧址，创办安徽师范大学阜阳分校。
1977年，开始招收第一届本科生，筹备更名阜阳师范学院。
1978年，经国务院批准建立阜阳师范学院，获首批学士学位授予权。
1979年，正式更名为阜阳师范学院，并确定9月20日为校庆日。
2013年，正式获批成为硕士学位授权单位。
2019年，正式升格為阜陽師範大學。

## 院系设置[2]
| 文学院             | 数学与统计学院       | 物理与电子工程学院 |
| 外国语学院         | 计算机与信息工程学院 | 商学院             |
| 经济学院           | 政法学院             | 历史文化与旅游学院 |
| 生物与食品工程学院 | 化学与材料工程学院   | 音乐舞蹈学院       |
| 美术学院           | 体育学院             | 教育学院           |
| 继续教育学院       | 马克思主义学院       |                    |

## 科研单位[3]

### 科研基地
皖北文化研究中心                                      农民工研究中心                                               武术研究中心

### 科研机构
皖西北历史文化研究所  
近代安徽历史名人研究所
胚胎发育与生殖调节安徽省重点实验室
抗衰老中草药安徽省工程技术研究中心
环境污染物降解与监测安徽省重点实验室
区域物流规划与现代物流工程安徽省重点实验室

### 协同创新
淮河文化协同创新中心

## 阜阳师范大学信息工程学院
2003年，阜阳师范学院信息工程学院经安徽省政府批准试办，2004年经教育部确认的本科层次的独立学院。学院位于阜阳师范大学清河校区。